# Lamina terminale
La lamina terminale è una sottile lamella grigia che dal contorno anteriore del chiasma ottico si porta verso l'alto per unirsi al rostro del corpo calloso; la circonvoluzione paraterminale è una piccola striscia di tessuto nervoso posta sulla superficie centrale dell'emisfero, davanti alla lamina terminale.
È visibile sulla faccia inferiore del cervello come anche, dall'avanti all'indietro, il chiasma ottico con nervi e tratti ottici, il tuber cinereum con l'ipofisi e i corpi mammillari.